# Chris Crawford
Christopher Lee Crawford, detto Chris (Kalamazoo, 13 maggio 1975), è un ex cestista ed ex giocatore di baseball statunitense, professionista nella NBA.

## Carriera
È stato selezionato dagli Atlanta Hawks al secondo giro del Draft NBA 1997 (50ª scelta assoluta).

## Statistiche

### College
| Anno      | Squadra             | PG  | PT | MP   | TC%  | 3P%  | TL%  | RP  | AP  | PRP | SP  | PP   |
| --------- | ------------------- | --- | -- | ---- | ---- | ---- | ---- | --- | --- | --- | --- | ---- |
| 1993-1994 | Marquette G. Eagles | 18  | 0  | 6,4  | 36,0 | 46,2 | 69,2 | 0,6 | 0,2 | 0,1 | 0,3 | 1,8  |
| 1994-1995 | Marquette G. Eagles | 33  | -  | 18,5 | 44,2 | 37,8 | 64,2 | 2,7 | 0,5 | 0,5 | 0,2 | 6,2  |
| 1995-1996 | Marquette G. Eagles | 31  | 27 | 25,7 | 42,1 | 34,5 | 71,6 | 4,1 | 0,9 | 0,6 | 0,3 | 11,2 |
| 1996-1997 | Marquette G. Eagles | 31  | 31 | 31,0 | 46,9 | 38,4 | 76,9 | 5,3 | 1,5 | 1,1 | 0,7 | 14,9 |
| Carriera  | Carriera            | 113 | 58 | 22,0 | 44,4 | 37,3 | 72,1 | 3,5 | 0,8 | 0,6 | 0,4 | 9,3  |

### NBA

#### Regular Season
| Anno      | Squadra       | PG  | PT | MP   | TC%  | 3P%  | TL%  | RP  | AP  | PRP | SP  | PP   |
| --------- | ------------- | --- | -- | ---- | ---- | ---- | ---- | --- | --- | --- | --- | ---- |
| 1997-1998 | Atlanta Hawks | 40  | 0  | 6,4  | 41,8 | 33,3 | 83,8 | 1,0 | 0,2 | 0,3 | 0,2 | 3,8  |
| 1998-1999 | Atlanta Hawks | 42  | 30 | 18,7 | 43,1 | 33,3 | 81,4 | 2,1 | 0,6 | 0,2 | 0,3 | 6,9  |
| 1999-2000 | Atlanta Hawks | 55  | 11 | 12,1 | 39,7 | 25,9 | 77,8 | 1,8 | 0,6 | 0,3 | 0,3 | 4,6  |
| 2000-2001 | Atlanta Hawks | 47  | 22 | 19,2 | 45,2 | 27,3 | 81,9 | 2,3 | 0,8 | 0,4 | 0,3 | 6,8  |
| 2001-2002 | Atlanta Hawks | 7   | 4  | 18,7 | 46,7 | 0,0  | 73,3 | 3,6 | 0,7 | 0,3 | 0,7 | 7,6  |
| 2002-2003 | Atlanta Hawks | 5   | 0  | 7,6  | 61,5 | 33,3 | 87,5 | 1,4 | 0,2 | 0,4 | 0,6 | 4,8  |
| 2003-2004 | Atlanta Hawks | 56  | 25 | 21,6 | 44,8 | 38,9 | 86,6 | 3,1 | 0,8 | 0,7 | 0,4 | 10,2 |
| Carriera  | Carriera      | 252 | 92 | 15,8 | 43,7 | 34,7 | 82,4 | 2,2 | 0,6 | 0,4 | 0,3 | 6,6  |

#### Playoffs
| Anno     | Squadra       | PG | PT | MP   | TC%  | 3P%  | TL%  | RP  | AP  | PRP | SP  | PP  |
| -------- | ------------- | -- | -- | ---- | ---- | ---- | ---- | --- | --- | --- | --- | --- |
| 1998     | Atlanta Hawks | 1  | 0  | 4,0  | -    | -    | 100  | 2,0 | 0,0 | 0,0 | 1,0 | 2,0 |
| 1999     | Atlanta Hawks | 6  | 5  | 20,8 | 33,3 | 28,6 | 88,5 | 3,2 | 0,8 | 0,2 | 0,2 | 9,8 |
| Carriera | Carriera      | 7  | 5  | 18,4 | 33,3 | 28,6 | 89,3 | 3,0 | 0,7 | 0,1 | 0,3 | 8,7 |